# SAIC General Motors

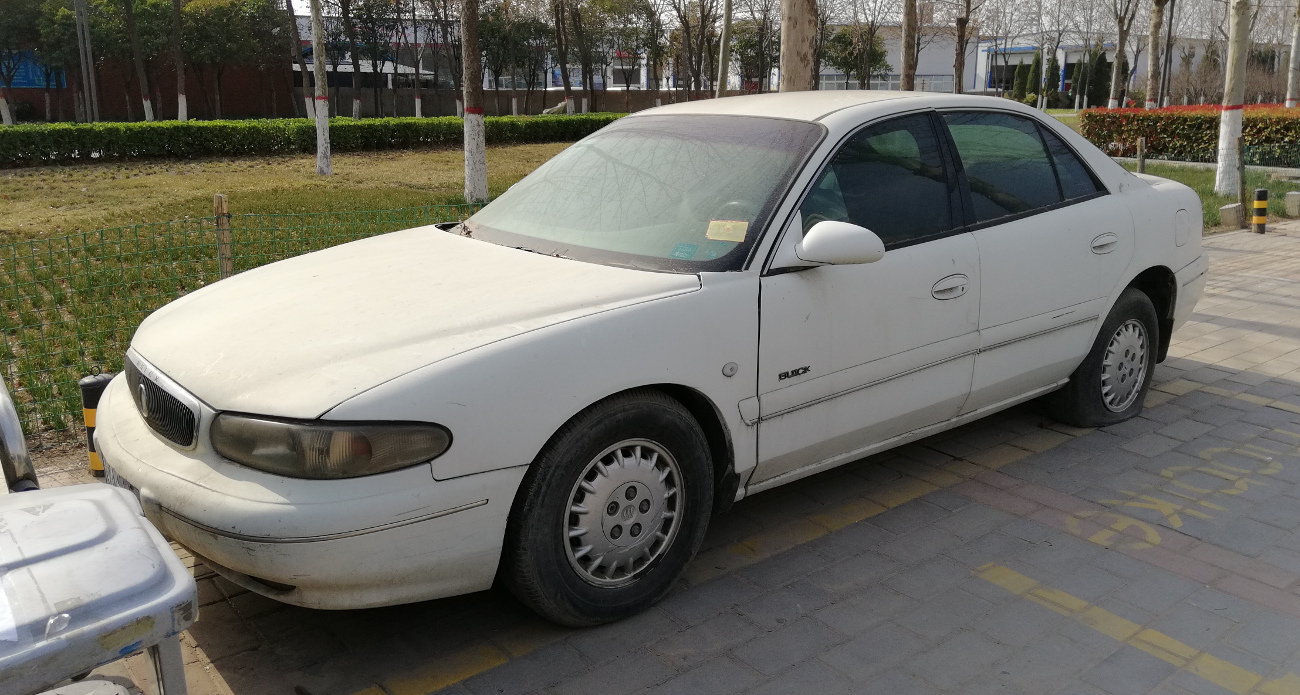
Buick Century

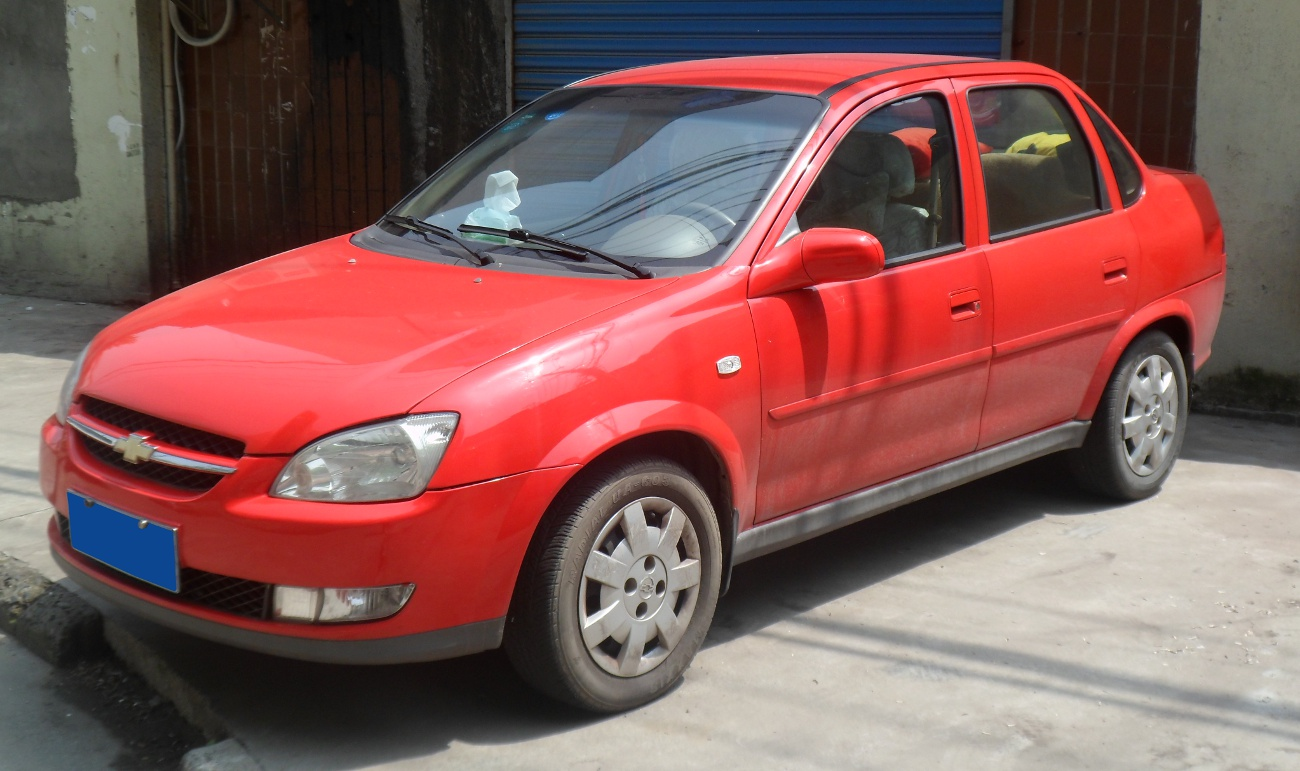
Chevrolet Sail

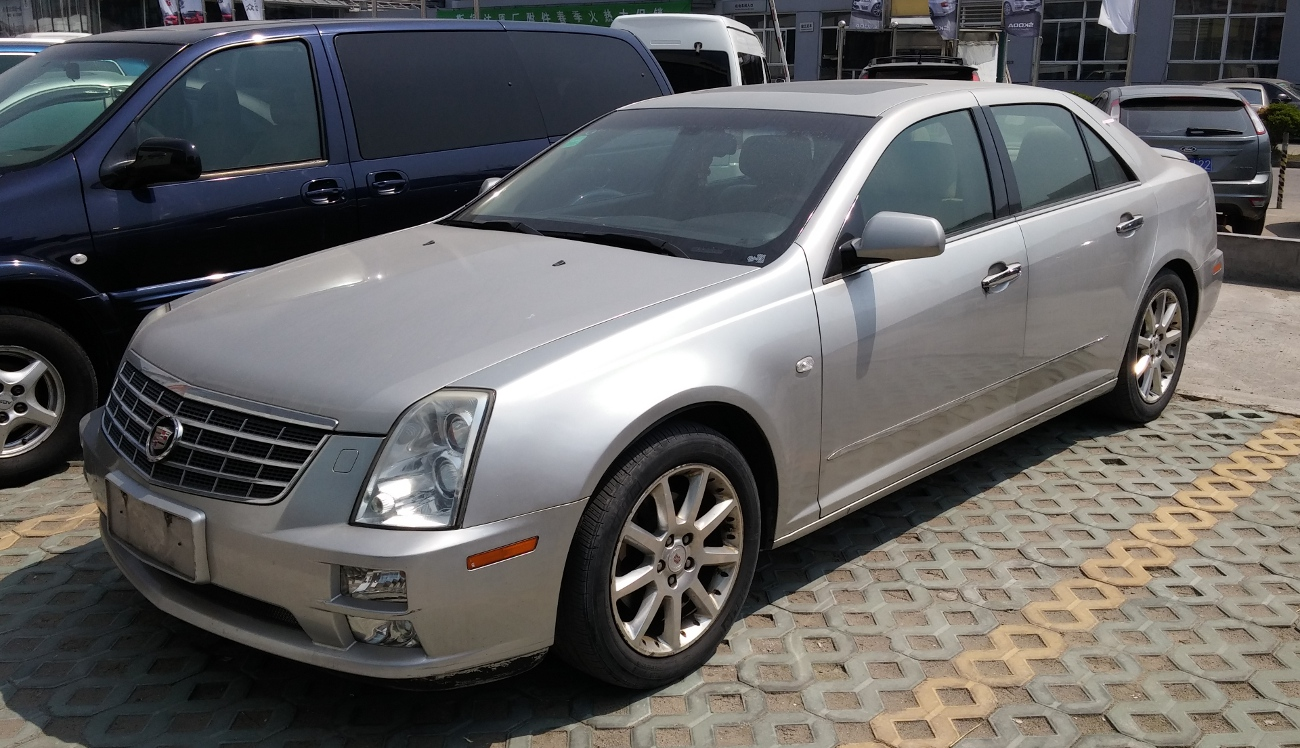
Cadillac SLS

SAIC General Motors, kurz SAIC GM, ist ein Hersteller von Automobilen in der Volksrepublik China. Aus früheren Zeiten ist Shanghai General Motors, kurz SGM, überliefert.

## Unternehmensgeschichte
Das Unternehmen wurde 1997 in Shanghai gegründet. Es gibt selber den 12. Juni 1997 als Gründungsdatum an. Andere Quellen nennen den 16. Mai 1997. Partner in diesem Gemeinschaftsunternehmen sind SAIC Motor und General Motors. Anfangs hielten beide 50 % der Anteile.
1999 begann die Montage von Automobilen. Buick lieferte die Teile. Der Markenname lautet Buick. 2003 kam Chevrolet und 2004 Cadillac dazu. Zeitweise war das Unternehmen Marktführer in China.

## Fahrzeuge
Das erste Buick-Modell war der Century. Der Van GL8 folgte. Der auf dem Opel Corsa B basierende Sail hatte ein Stufenheck. Später folgten Regal und Excelle, der auf dem Daewoo Lacetti basierte. GM Korea lieferte dazu die Teile.
Im Dezember 2003 erschien mit dem Spark der erste Chevrolet. Er basierte auf dem Daewoo Matiz. Der bisherige Buick Sail wurde ab 2005 als Chevrolet Sail vermarktet.
Für Cadillac sind keine eigenständigen Modelle bekannt, abgesehen von einem etwas verlängerten Radstand bei ein oder zwei Modellen. 2004 erschienen die ersten beiden Modelle. CTS und SRX wurden bis März 2006 montiert. Weitere Modelle sind oder waren ATS-L (2014–2019), CT5 (seit November 2019), CT6 (seit 2016), SLS (2007–2014), XT4 (seit September 2018), XT5 (seit 2016), XT6 (seit Juli 2019) und XTS (2013–2019).

## Zulassungszahlen in China
2019 wurden in China 871.506 Neuwagen der Marke Buick, 212.506 Cadillac und 516.087 Chevrolet zugelassen.